# Discovery Health Channel

Ancien logo

Discovery Health Channel (ou DHC) est une chaîne de télévision thématique américaine lancée le 1er juillet 1998. Sa programmation est consacrée aux différents aspects de la santé et du bien-être. La chaîne est la propriété de Discovery Communications, la compagnie mère d'autres chaînes câblées populaires comme Discovery Channel, TLC, Animal Planet et Travel Channel.

## Histoire
À ses débuts, DHC commença à diffuser du matériel provenant d'autres chaînes de Discovery Communications, en grande partie, les télé-réalités médicales de la chaîne TLC. DHC grandit et commença à produire sa propre programmation, principalement constituée d'émissions sur les bébés (Babies: Special Delivery, Birth Day), sur le corps (Plastic Surgery: Before and After, National Body Challenge), sur le sang (The Critical Hour, Dr. G: Medical Examiner (en)). Elle diffuse aussi des épisodes du drame médical Chicago Hope sur une base semi-régulière.
DHC gagne son premier Daytime Emmy en 2004 pour sa série originale à propos des familles adoptives : Adoption Stories. La plupart des émissions de mise en forme sont maintenant diffusées sur sa chaîne sœur FitTV, bien que certaines y sont encore présentées sur DHC comme l'émission National Body Challenge qui est diffusée annuellement.
En novembre 2009, Discovery a annoncé mettre fin à la chaîne et sera remplacé par OWN: The Oprah Winfrey Network le 1er janvier 2011.

## International
Une version de DHC a été créée pour le Canada. Nommée Discovery Health Canada et lancée le 7 septembre 2001, et elle est la propriété de deux géants médiatiques : Alliance Atlantis (80 %) et Discovery Communications (20 %). Alliance Atlantis a été racheté par Canwest le 18 janvier 2008 pour former CW Media. En 2009, CW Media achète les parts restantes et la chaîne devient leur propriété à 100 %.
Au début de 2010, Discovery Communications a annoncé que cette chaîne deviendra OWN en janvier 2011, et au mois d'avril 2010 Discovery a annoncé une entente à long terme avec CTVglobemedia pour ses marques de commerce. Il était inévitable que Canwest n'avait pas le choix de changer la marque de Discovery Health Canada, qui est alors devenue Twist TV le 1er novembre 2010. La marque OWN a ensuite été vendue à Corus Entertainment qui distribuera ce canal au Canada.
Une version a été établie au Royaume-Uni et a depuis été renommée Discovery Home & Health.